# Zoran Boukherma
Zoran Boukherma (Marmanda, 5 de juny de 1992) és un director de cinema i un guionista francès.

## Biografia
Zoran Boukherma va néixer el 5 de juny de 1992 a Marmanda a Òlt i Garona. D'origen obrer, va passar la seva infantesa i adolescència a Lo Pòrt. Després d'un batxillerat literari a l'institut George Sand de Nerac, es va traslladar a París amb el seu germà bessó Ludovic Boukherma.
Després d'estudiar idiomes a la Universitat París-Diderot, Zoran Boukherma va entrar l'any 2012 a la secció de guió de l'École de la Cité. Es va graduar el 2014 i va fer diversos curtmetratges el mateix any, entre ells Perrault, La Fontaine, Mon Cul ! i Ich bin eine Tata, ambdós premiats a la 37a edició (2015) del Festival del Curtmetratge de Clermont-Ferrand. Després va codirigir amb Ludovic Boukherma, Hugo P. Thomas i Marielle Gautier el seu primer llargmetratge, Willy 1er, presentat per l'ACID al 69è Festival Internacional de Cinema de Canes.
El 2019 va guanyar el Premi de Guión Júnior (anteriorment Premi Sopadin) pel guió de Teddy, una pel·lícula d'home llop que va coescriure amb el seu germà bessó Ludovic Boukherma. Van fer la pel·lícula just després, durant l'estiu del 2019, amb Anthony Bajon al paper principal al costat de Noémie Lvovsky. La pel·lícula forma part de la selecció oficial del 73è Festival Internacional de Cinema de Canes.
El 2021, encara en duo amb el seu germà, va dirigir L'Année du requin, una pel·lícula de taurons rodada per la conca d'Arcachon amb Marina Foïs, Kad Merad i Jean-Pascal Zadi que fou estrenada l'estiu de 2022.
El 2022, Hugo Sélignac i Alain Attal es van acostar a Boukherma i al seu germà per escriure i dirigir l'adaptació de la novel·la Leurs enfants après eux de Nicolas Mateu. El rodatge comença l'estiu del 2023 amb Paul Kircher, Gilles Lellouche, Sayyid El Alami, Ludivine Sagnier entre d'altres en els papers principals.

## Filmografia
- 2015 : Perrault, La Fontaine, mon cul ![9] (curtmetratge)
- 2015 : Ich bin eine Tata[10] (curtmetratge)
- 2016 : Willy 1er codirigida amb Ludovic Boukherma, Marielle Gautier i Hugo P. Thomas
- 2017 : La Naissance du monstre[11] (curtmetratge)
- 2018 : Le Mal Bleu (curtmetratge)[12] codirigida amb Anaïs Tellenne
- 2020 : Teddy codirigida amb Ludovic Boukherma[13]
- 2022 : L'Année du requin[14]
- 2024 : Leurs enfants après eux[15]

## Distincions
- Grand Prix al Festival du film culte de Trouville[16]
- Premi d'Ornano-Valenti al Festival de Cinema Americà de Deauville[17]
- Amphore d'Or i Amphore du Peuple al FIFIGROT 2016[18]
- Premi de Guión Júnior (anteriorment Premi Sopadin) 2019 per Teddy[19]
- Premi de la Crítica José Luis Guarner al LIII Festival Internacional de Cinema Fantàstic de Catalunya per  Teddy.[20]
- Selecció oficial al 73è Festival Internacional de Cinema de Canes per a Teddy[21]
- Selecció oficial a la 81a Mostra Internacional de Cinema de Venècia per Leurs Enfants Après Eux[22]